# San Clemente, Mexiko
San Clemente är en ort i Mexiko.   Den ligger i kommunen Ixtlán del Río och delstaten Nayarit, i den centrala delen av landet, 600 km väster om huvudstaden Mexico City. San Clemente ligger 1 144 meter över havet och antalet invånare är 132.
Terrängen runt San Clemente är huvudsakligen kuperad. San Clemente ligger nere i en dal som går i öst-västlig riktning. Runt San Clemente är det glesbefolkat, med 11 invånare per kvadratkilometer. Närmaste större samhälle är Ixtlán del Río, 4,7 km väster om San Clemente. I omgivningarna runt San Clemente växer huvudsakligen savannskog.